# لیگ دسته اول فوتبال اسلواکی
 لیگ دسته اول فوتبال اسلواکی  (به اسلواکیایی: Corgoň Liga) معتبرترین لیگ فوتبال در کشور اسلواکی است که از سال ۱۹۹۳ تاکنون برگزار می‌شود. این لیگ از ۱۲ تیم که از سراسر کشور اسلواکی در آن شرکت می‌کنند برگزار می‌شود.
باشگاه فوتبال اسلوان براتیسلاوا با ۱۳ قهرمانی و باشگاه فوتبال ژیلینا با ۷ قهرمانی پرافتخارترین تیم‌های این سری مسابقات به حساب می‌آیند.